# Trưng cầu dân ý độc lập Catalunya 2017
Chính quyền khu vực Catalunya đã thiết lập một cuộc trưng cầu dân ý về sự độc lập của Catalunya vào ngày 1 tháng 10 năm 2017. Cuộc trưng cầu dân ý lần đầu tiên được kêu gọi vào tháng 6 năm 2017 và đã được quốc hội Catala phê chuẩn trong một phiên họp vào ngày 6 tháng 9 năm 2017 cùng với một đạo luật cho rằng độc lập sẽ bị ràng buộc với đa số đơn giản mà không đòi hỏi số lượng người đi bầu tối thiểu. Các đảng đối lập đã từ chối tham gia phiên họp và kêu gọi cử tri của họ tẩy chay cuộc bỏ phiếu, trừ Catalunya Sí que es Pot mà bỏ phiếu nhưng ủng hộ sự tham gia. Luật này là bất hợp pháp theo Điều lệ tự trị Catala đòi hỏi hai phần ba số phiếu trong Quốc hội Catalan vì bất kỳ sự thay đổi nào đối với tình trạng của Catalunya. Cuộc trưng cầu dân ý cũng là bất hợp pháp theo hiến pháp Tây Ban Nha. Tòa án Hiến pháp đã treo lơ lửng vào ngày 7 tháng 9 năm 2017 với chính phủ Catalunya tuyên bố lệnh tòa không có giá trị đối với Catalonia và tiến hành thu thập sự hỗ trợ của 750 trong 948 khu tự quản Catalunya, bao gồm một phần hỗ trợ của Barcelona. Điều này dẫn đến một cuộc khủng hoảng hiến pháp ở Tây Ban Nha và bắt đầu hoạt động của cảnh sát để chấm dứt cuộc trưng cầu dân ý.
Chính phủ Tây Ban Nha phản đối bất kỳ cuộc trưng cầu dân ý tự trị nào của Catalan,  vì Hiến pháp Tây Ban Nha không cho phép bỏ phiếu về sự độc lập của bất kỳ khu vực Tây Ban Nha nào trong khi cũng cho rằng nó là bất hợp pháp nếu không có sự đồng ý của nó  một sự giải thích cũng được Hội đồng bảo đảm theo luật định của Catalunya ưa chuộng.  Mặt khác, chính quyền Catalan sử dụng quyền tự quyết để kêu gọi trưng cầu dân ý.
Sau khi kiểm tra hiến pháp đòi hỏi bởi chính phủ Tây Ban Nha, Toà án Hiến pháp Tây Ban Nha bãi bỏ nghị quyết do Quốc hội Catalonia lập ra để tổ chức bỏ phiếu như vậy. Tuy nhiên, Chính phủ Catalunya vẫn cho rằng bỏ phiếu vẫn sẽ được tổ chức vào ngày 1 tháng 10. 
Chính phủ Catalunya đã nhằm mục đích cản trở hành động pháp lý thay mặt chính phủ Tây Ban Nha bằng cách vội vàng thực hiện một đạo luật trưng tuyển thông qua quốc hội của mình, theo đa số đơn giản, vào tháng 9 [17] tuyên bố rằng nó sẽ theo một đạo luật "chỉ có Catalan" cho một người Tây Ban Nha nói chung). Phó Thủ tướng Tây Ban Nha, Soraya Sáenz de Santamaría, đã thông báo trước cho chính phủ Catalan rằng nhà nước sẽ đình chỉ đạo luật trưng cầu ngay sau khi nó được thông qua. 
Theo dịch vụ y tế của Catalonia, có 840 người bị thương trong các vụ cướp bóc và buộc cảnh sát Tây Ban Nha và Guardia Civil buộc tội các cuộc đột kích vào các khu vực bỏ phiếu trong cuộc trưng cầu dân ý.

## Bối cảnh

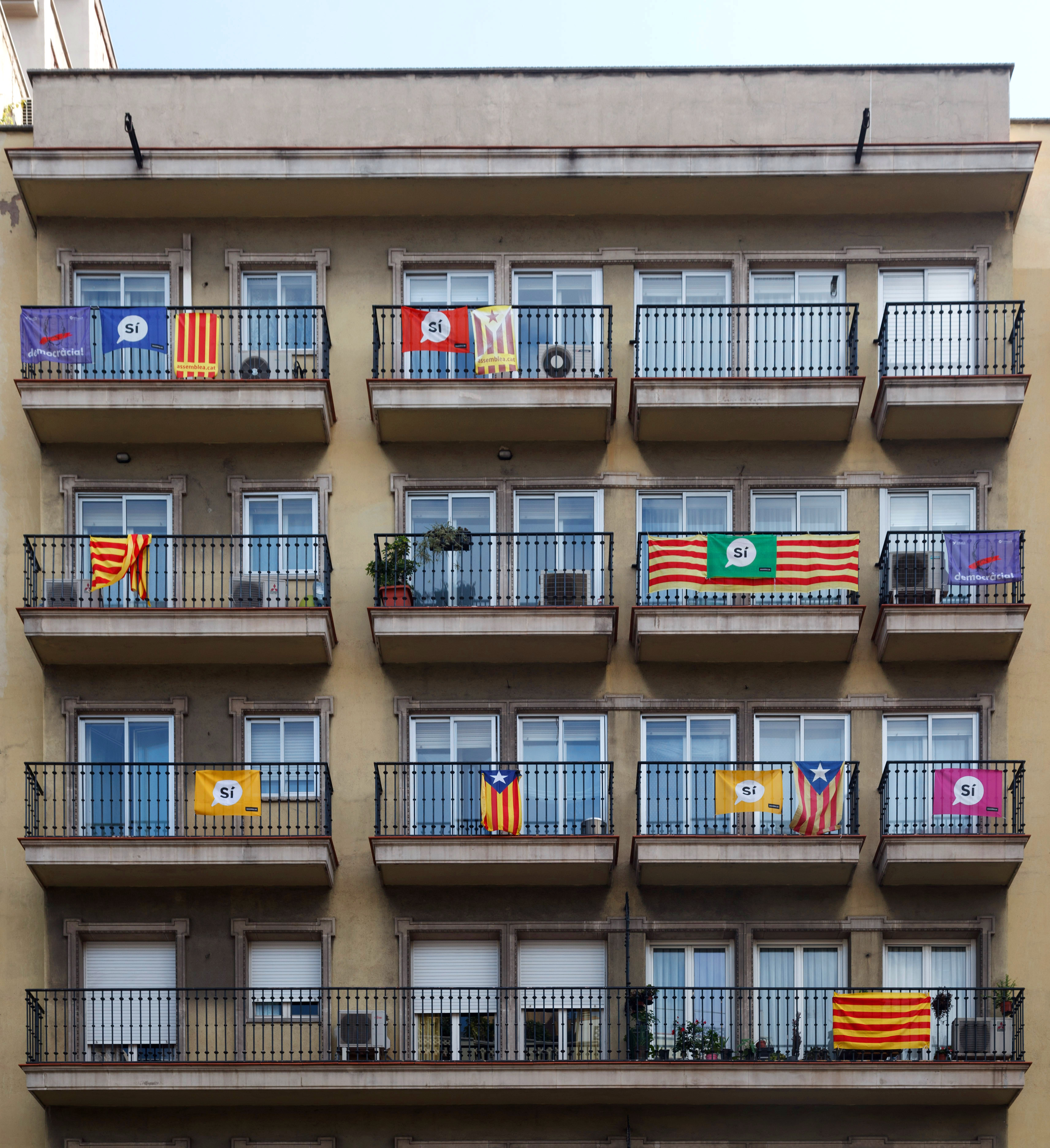
Cờ ủng hộ độc lập tại Barcelona

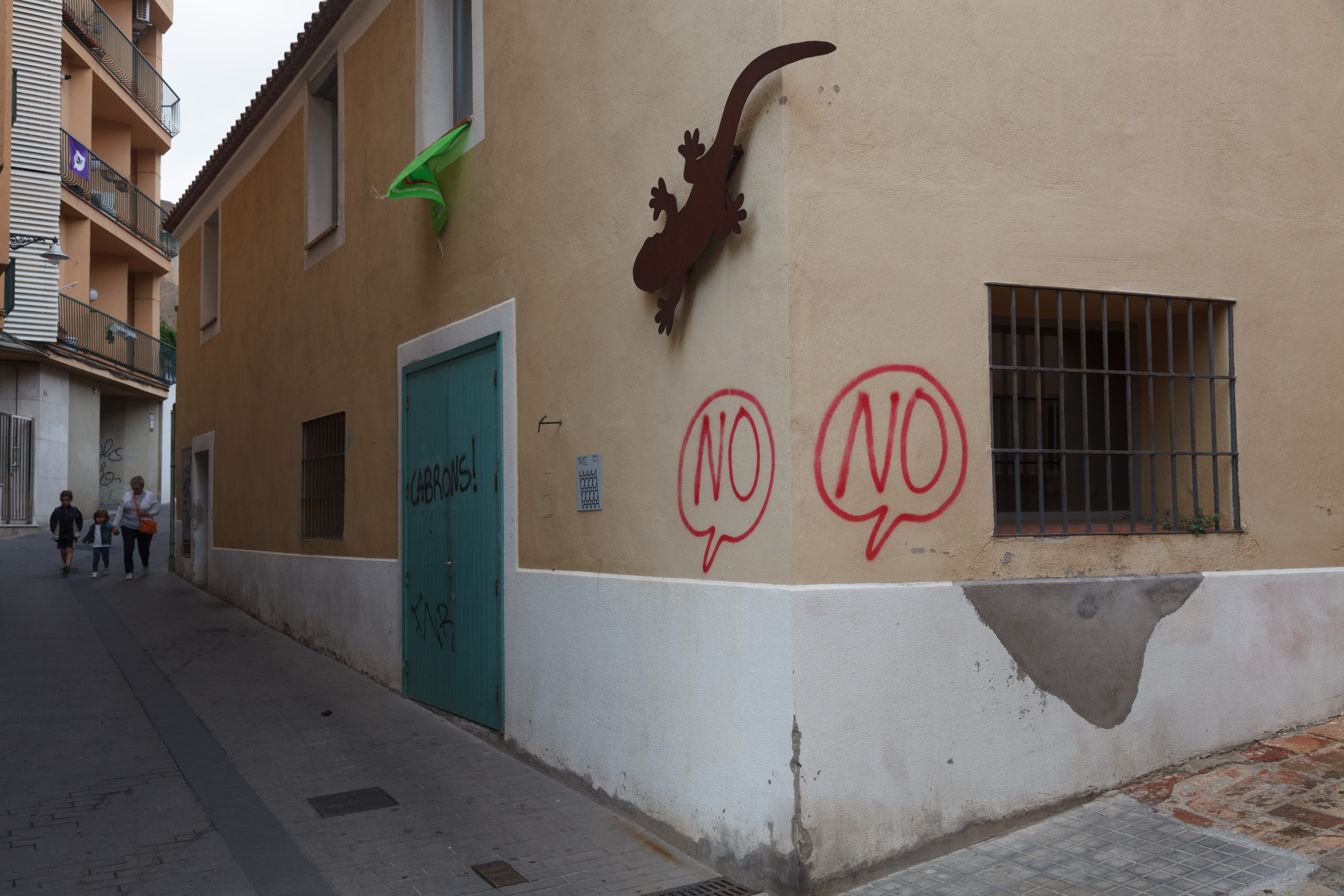
Graffiti phản đối độc lập tại Badalona

Cuộc bỏ phiếu lần đầu tiên được lên kế hoạch chậm nhất là ngày 17 tháng 9 năm 2017, kết quả của một lời cam kết bầu cử của các đảng ủng hộ độc lập trước cuộc bầu cử năm 2005 tại Catalan (trong thời gian trước đó, chính quyền Catalan đã tổ chức một "tiến trình tham gia không ràng buộc của người dân" về câu hỏi trên).
Cuộc bầu cử đã dẫn đến một chính phủ thiểu số cho liên minh Junts pel Sí (JxSí), đã giành được đa số nghị sĩ (62 trong số 135 ghế), cùng với sự hỗ trợ có điều kiện từ 10 nghị sĩ CUP-CC. Ngay sau khi chính phủ được thành lập, chính phủ đã quyết định tổ chức trưng cầu dân ý về quyền độc lập.
Vào ngày 24 tháng 1 năm 2017, Chính phủ Catalonia đã tổ chức một hội nghị được tổ chức riêng tại một trong những phòng của Nghị viện Châu Âu tại trụ sở Brussels. Sự kiện mang tên "Cuộc trưng cầu dân ý ở Catalan" được Carles Puigdemont, Chủ tịch, Oriol Junqueras, Phó Chủ tịch và Raül Romeva phát động. Tham dự có 500 người, trong số đó là các thành viên MEP, các nhà ngoại giao và các nhà báo từ các hãng truyền thông quốc tế.

## Kết quả theo vùng[30]
| Vùng               | Đồng ý             | Phản đối        | Phiếu trắng    |
| ------------------ | ------------------ | --------------- | -------------- |
| Alt Pirineu i Aran | 26.674 (93,87%)    | 1.350 (4,75%)   | 391 (1,38%)    |
| Barcelona          | 1.239.232 (87,80%) | 138.759 (9,83%) | 33.418 (2,37%) |
| Tarragona          | 142.386 (92,61%)   | 8.897 (5,79%)   | 2.464 (1,60%)  |
| Catalunya Central  | 205.285 (94,70%)   | 8.638 (3,98%)   | 2.840 (1,31%)  |
| Girona             | 244.758 (94,86%)   | 10.140 (3,93%)  | 3.131 (1,21%)  |
| Lleida             | 118.799 (93,69%)   | 6.274 (4,95%)   | 1.730 (1,36%)  |
| Terres de l'Ebre   | 62.652 (93,51%)    | 3.434 (5,13%)   | 916 (1,37%)    |
| Bỏ phiếu bên ngoài | 4.252 (98,13%)     | 55 (1,27%)      | 23 (0,53%)     |